# カルロス・アローヨ (2001年生のサッカー選手)
カルロス・ビダル・アローヨ・モリーナ（スペイン語: Carlos Vidal Arroyo Molina、2001年2月10日 - ）は、エクアドルのサッカー選手。ポジションはFW。

## 来歴
インデペンディエンテ・デル・バジェの下部組織出身で、セカンドチームであるCDインデペンディエンテ・フニオールスに昇格。2020年にはCDグローリアに期限付き移籍、その後フニオールスに復帰したが、トップチームで出場することはなかった。
2022年にプリメーラ・ディビシオン・デ・ペルーのウニベルシダ・サン・マルティンに加入した。
2023年3月29日にJ3リーグの横浜スポーツ&カルチャークラブへの加入が発表された。翌月2日に行われたJ3リーグ・AC長野パルセイロ戦で松村航希に代わって途中出場しJリーグ初出場を記録した。

## 個人成績
| 2023   | YS横浜 | 55     | J3     | 15 | 0 | - | - |  |  |
| 通算   | 日本   | 日本   | J3     | 15 | 0 | 0 | 0 |  |  |
| 総通算 | 総通算 | 総通算 | 総通算 | 15 | 0 | 0 | 0 |  |  |